# Traralgon
Traralgon er en by beliggende i delstaten Victoria i det sydøstligste Australien. Byen blev grundlagt i 1840'erne, og har 24.933(2016) indbyggere.
Byen har kystklima med en gennemsnitlig temperatur på cirka 20 grader, hvor det varmeste tidspunkt er årets tre første måneder.